# Soi (biologie)
Pour les articles homonymes, voir Soi (homonymie).
Le soi est une notion difficile et pourtant relativement centrale en sciences du vivant. Il s'agit, pour l'organisme considéré, de distinguer ses propres constituants et assimilés du reste : environnement, pathogènes, et même du "soi" modifié par des agents variés (effets tératogènes d'un rayonnement, toxicité chimique, oncogenèse, virolage...).

## Origine
La membrane cytoplasmique peut être considérée comme la forme la plus élémentaire d'une distinction entre le soi (la cellule) et le non-soi (l'environnement), ce qui en ferait un héritage de LUCA.

## Marquage du soi dans les organismes modernes
Il existe différentes stratégies de marquage du soi et du soi étendu.

### Eubactéries et archées
Le chromosome présente des méthylations spécifiques sur son ADN, permettant à la cellule de faire un distinguo de son soi d'avec certaines insertions virales et de les inactiver,.
Plusieurs mécanismes et voies métaboliques ont été mis en évidence. De même, la majorité des lignées étudiées possèdent des mécanismes de réparation de l'ADN, parfois utilisés pour exciser une séquence virale (CRISPR-Cas9, systèmes restriction–modification). Des îlots de défenses ont été identifiés chez plusieurs espèces et le mécanisme général est connu sous le nom de BREX.

### Eucaryotes
Il existe au niveau de la cellule des mécanismes de méthylation de ses histones, l'élimination des acides nucléiques doubles-brins détectés dans son cytoplasme, certains marqueurs à la surface de vacuoles. De même, la plupart des organismes pluricellulaires effectuent une forme de reconnaissance du soi étendu ou fonctionnent de façon systémique.

#### Végétaux
Il existe diverses voies métaboliques de l'immunité végétale, le plus souvent activées par des signalisations chimiques à la fois systémique (phytohormones, etc) et pathogène-spécifique.
Par ailleurs il existe chez un grand nombre de plantes dioïques des mécanismes de reconnaissance du soi étendu afin de prévenir et inhiber l'autogamie.

#### Métazoaires
Chez les métazoaires s'ajoute la notion prépondérante de soi étendu :
- Elle s'entend comme le soi au niveau de l'organisme pris comme individu.
- Elle est chimiquement définie et régulée via des marqueurs du soi à la surface des cellules (ex : groupes sanguins, récepteurs tel le CMH, etc).
- Elle s'étend même aux compartiments liquidiens intersticiels (ex : hémolymphe) où des cascades chimiques se déclenchent en cas de perturbation (ex : introduction d'un œuf de guêpe).

##### Vertébrés
Le CMH est un mécanisme de marquage du soi étendu, propre aux vertébrés. Des études génomiques pointent vers une origine unique qui aurait évolué et se serait grandement diversifié au sein des différentes lignées, confirmant au passage certaines relations phylogénétiques.
Chaque cellule est divisée en compartiments dont la position et la forme sont fixées par les molécules qui se fixent à son cytosquelette. La position des différentes protéines au sein de chaque compartiment ainsi que leur forme est programmée directement ou indirectement par le patrimoine génétique exprimé par chaque cellule. L'action, la position et les flux de toutes les molécules de chaque compartiment sont alors précisément gérés par l'activité enzymatique des protéines ainsi réparties.
Quand un compartiment ne remplit plus les tâches qui lui sont dévolues (résultant souvent en la mauvaise conformation de protéines qu'il aurait dû utiliser ou modifier) ; lorsque des protéines s'accumulent (infection par un virus qui détourne la machinerie de la cellule afin de produire ses propres protéines) et/ou sont non fonctionnelles ; et de manière générale une fraction de toutes les protéines produites ; ces protéines sont acheminées dans un complexe enzymatique qui les coupe en morceaux : le protéasome.
Puis les fragments peptidiques ainsi générés sont transportés jusqu'à la surface de la cellule, à travers sa membrane. Là, les récepteurs CD de surface des globules blancs ou de macrophages, ou les anticorps circulant dissous dans le milieu extracellulaire se fixent sur ce couple récepteur du CMH-fragment peptidique : c'est la « présentation des antigènes ».
En fonction de la molécule HLA exprimée par cette cellule, les globules blancs déterminent alors s'ils doivent ou non détruire cette cellule (cas du récepteur CMH I), ou s'ils doivent renforcer la réaction immunitaire (cas du récepteur CMH II, propre aux cellules présentatrices d'antigènes « professionnelles ». Dans le cas des lymphocytes NK (natural killers), c'est l'absence de molécule du soi (récepteurs CMH) qui déclenche la réponse immunitaire.